# Yves-Marie Bercé
Pour les articles homonymes, voir Bercé.
Yves-Marie Bercé, né le 30 août 1936 à Mesterrieux, est un historien et universitaire français.
Connu pour ses travaux sur les révoltes populaires de l'époque moderne, il est membre de l'Institut de France.

## Biographie

### Formation
Archiviste paléographe (promotion 1959) et ancien membre de l'École française de Rome (1959-1961), il soutient en 1972 une thèse de doctorat ès lettres.

### Carrière
D'abord conservateur aux Archives nationales (1963-1975), il est ensuite professeur aux universités de Limoges (1975-1979), de Reims (1979-1989), puis Paris-IV (depuis 1989).
De 1987 à 1998, il est président de l'Association des historiens modernistes des universités françaises. En 1991, il est « professeur invité » à l'université de Minneapolis. Il préside le Comité français des sciences historiques de 1991 à 1995, puis est directeur de l'École nationale des chartes de 1992 à 2001.
En 1996, il préside la Société de l'histoire de France. De 2002 à 2009, il est président de la Société d'étude du XVIIe siècle
Correspondant de l'Académie des inscriptions et belles-lettres à partir de 2001, il en est élu membre ordinaire le 30 novembre 2007, au fauteuil laissé vacant par Pierre Amandry. Il est Président de l'Académie pour 2021.

### Vie privée
Il se revendique « anarchiste de droite »,.

## Travaux
Yves-Marie Bercé s'est notamment fait connaître par ses travaux sur les révoltes et les mentalités populaires de l'époque moderne.
Il est l'auteur de deux ouvrages consacrés aux croquants. Dans Croquants et nu-pieds, paru en 1974, il développe le fort antagonisme entre les « bonnes villes » et le « plat pays », à savoir entre bourgeois et monde paysan dans la France du XVIe au XIXe siècle

## Publications
- Troubles frumentaires et pouvoir centralisateur : l’émeute de Fermo dans les Marches (1648), extrait des Mélanges d’archéologie et d’histoire publiés par l’École française de Rome, année 1962 – 2, Paris, 1963, II, 782.
- Croquants et Nu-pieds : les soulèvements paysans en France du XVIIe au XIXe siècle, Gallimard (coll. Archives), Julliard, 1974.
- Histoire des Croquants : étude des soulèvements populaires au XVIIe siècle dans le Sud-Ouest de la France, Droz (coll. Mémoires et documents publiés par la Société de l'École des chartes), Genève/Paris, 1974.
- Fête et révolte : des mentalités populaires du XVIe au XVIIIe siècle, Hachette (coll. Le Temps et les hommes), Paris, 1976.
- La Vie quotidienne dans l'Aquitaine du XVIIe siècle, Hachette (coll. La Vie quotidienne), Paris, 1978.
- Révoltes et révolutions dans l'Europe moderne, Presses universitaires de France (coll. L'Historien), Paris, 1980.
- Le Chaudron et la lancette : croyances populaires et médecine préventive, 1798-1830, Presses de la Renaissance (coll. Histoire des hommes), Paris, 1984.
- Le XVIIe siècle : de la Contre-Réforme aux Lumières, Hachette (coll. Collection Hachette université. Initiation à l'histoire), Paris, 1984.
- Le Roi caché : sauveurs et imposteurs : mythes politiques populaires dans l'Europe moderne, Paris, Fayard, coll. « Nouvelles études historiques », 1990, 483 p. (ISBN 2-213-01972-X).
- La Naissance dramatique de l'absolutisme, Le Seuil (coll. Points Histoire), Paris, 1992.
- Complots et conjurations dans l'Europe moderne. Actes du colloque de Rome (30 septembre-2 octobre 1993), École française de Rome, Rome, 1996 1.
- Les Monarchies espagnole et française du milieu du XVIe siècle à 171, collectif, CNED, Poitiers et SEDES, Paris (coll. CNED-SEDES concours), 2000.
- À la découverte des trésors cachés : du XVIe siècle à nos jours, Perrin (coll. Pour l'histoire), Paris, 2004.
- La sommossa di Fermo del 1648, Fermo, 2007 (traduction italienne de la publication de 1962, accompagnée de la transcription des manuscrits anciens).
- Les procès politiques (XIVe – XVIIe siècle), École française de Rome, Rome, 2007 2.
- Histoire du plus grand pèlerinage des Temps Modernes. Lorette aux XVIe et XVIIe siècles. Presses de la Sorbonne, Paris 2012.
- Révoltes et révolutions dans l'Europe moderne, CNRS éditions, édition revue et complétée Paris, 2014.
- La Dernière Chance. Histoire des suppliques, Paris, 2014, Perrin.
- Préface à : Esprit Fléchier, Mémoires sur les grands-jours d'Auvergne : 1665, Mercure de France, 2014
- Esprits et démons : Histoire des phénomènes d’hystérie collective, Librairie Vuibert, 2018.
- Violences et répression dans la France moderne, CNRS éditions, 2018.
- Les secrets du vin, La Librairie Vuibert, 2018, 352 p.
- La violence au village : XVIe – XIXe siècle, Passés Composés, 2022, 384 p.

## Distinctions

### Récompenses
- Grand Prix Gobert 1976 pour Histoire des Croquants[10].
- Prix Madeleine-Laurain-Portemer 1998 de l’Académie des sciences morales et politiques pour l'ensemble de son œuvre[11].
- Grand prix de l'Académie nationale de Bordeaux 2015[12].

### Décorations
- Chevalier de la Légion d'honneur (1997)[13]
- Commandeur de l'ordre national du Mérite (2018)[14]
- Commandeur de l'ordre des Palmes académiques (2024)[15]
- Officier de l'ordre des Arts et des Lettres[16]